# Stefan Giezendanner
Stefan Giezendanner (geb. 1978 in Langenthal; heimatberechtigt in Wattwil) ist ein Schweizer Unternehmer und Politiker (SVP).

## Leben
Giezendanner ist das erste Kind des Unternehmers und SVP-Politikers Ulrich Giezendanner (* 1953) und dessen erster Frau Helene († 1997). Er wuchs primär in Rothrist auf und besuchte die örtlichen Schulen. Er absolvierte eine Banklehre und später ein Studium in Betriebswirtschaft (Ökonom FH). Nach Auslandsaufenthalten trat er ins Familienunternehmen Giezendanner, welches 1934 von dessen Grossvater als Fuhrhalterei und Kohlenhandlung gegründet wurde, ein. Ab  2008 teilte er sich die Geschäftsleitung mit seinem Bruder Benjamin, heutiger Nationalrat und Chief Executive Officer.
Ende 2018 verliess Giezendanner das Unternehmen, aufgrund interner, familiärer Differenzen in der Führung der wachsenden Gruppe. Er verblieb als Verwaltungsrat der Giezendanner Transport AG in Rothrist und übernahm die Geschäftsleitung der Mittelland Transport AG in Aarau, an welcher Ulrich Giezendanner auch Anteile hält. Er ist zudem Verwaltungsrat der zur Gruppe gehörenden RTW Recyling-Transport AG in Waltenschwil und Mitglied des Stiftungsrates der Aargauische Stiftung für Freiheit und Verantwortung in Politik und Wirtschaft.

## Privates
Giezendanner ist liiert und lebt in Baden, zuvor in  Zofingen.
In der Schweizer Armee hat Giezendanner den Grad des Oberstleutnant im Generalstab. Er wurde per 1. Januar 2023 zum Oberst im 1. Generalstab befördert.

## Politik
Die Vorlage einer politischen Karriere legten bereits sein Vater und sein jüngerer Bruder als Gross- und Nationalräte. Ab 2006 war er Einwohnerrat von Zofingen, gemäss eigenen Aussagen ist die Amtsperiode 2020–2024 die Letzte und er wird nach seiner Wahl in den Grossen Rat nicht mehr kandidieren. 2019 stand er kurzzeitig als Regierungsrat zur Debatte.
Giezendanner ist seit dem 5. Januar 2021 Mitglied im Grossen Rat des Kantons Aargau.